# De co-assistent (televisieserie)
De co-assistent is een televisieserie van Net5 die werd uitgezonden van 2007 tot 2010, met in de hoofdrollen Hanna Verboom, Sytske van der Ster, Michiel Huisman, Thom Hoffman en Kasper van Kooten.

## Geschiedenis
De co-assistent verscheen in 2007 voor het eerst op televisie. De dramaserie is gebaseerd op de gelijknamige bestseller van Anne Hermans.
De eerste twee seizoenen werden geschreven door Ronald Giphart en Jeroen van Baaren. Het derde seizoen en het vierde seizoen zijn geschreven door Tijs van Marle, Dick van den Heuvel, Jacqueline Epskamp en Elle van Rijn. Pollo de Pimentel en Karin van der Meer zijn de eindredacteuren van de serie.
In het eerste seizoen duurden de aflevering een half uur, vanaf het tweede seizoen een vol uur.
De serie is ook uitgezonden door de Vlaamse zender VIJFtv. Tevens zijn alle seizoenen op dvd verkrijgbaar.

## Verhaal
De co-assistent draait om Elin Dekkers, die coschappen loopt in het ziekenhuis en met de balans tussen carrière en haar sociale leven worstelt.

### Seizoen 4
Nieuwkomers in het vierde seizoen waren Anna Drijver, die in het derde seizoen reeds te zien was als verpleegkundige, en Tim Murck.
De serie begint als Thomas van Loon terugkeert na zijn burn-out. Hij blijkt in zijn afwezigheid geïnteresseerd te zijn geraakt in alternatieve geneeswijzen. Rob de Ruiter, de vriend van Elin, besluit halsoverkop naar Kenia te gaan om daar te werken in een Afrikaanse kliniek. Uiteindelijk besluiten Elin en Marjolein hem te volgen, om daar ervaring op te doen. Ze kunnen maar moeilijk wennen aan de praktijk in Afrikaanse ziekenhuizen. Als Verstraeten hoort dat Marjolein hem ontvlucht is, besluit hij ook naar Afrika te reizen om haar ten huwelijk te vragen. Wanneer de ploeg terugkeert naar Nederland, blijkt dat Marjolein en Elin geslaagd zijn voor hun coschappen, terwijl Steef het blok moet overdoen.
In dit seizoen wordt promotie gemaakt voor de Afrikaanse gezondheidsorganisatie AMREF, die in Nederland ook wel bekendstaat als AMREF Flying Doctors. Deze samenwerking was een idee van Hanna Verboom.
Seizoen vier begon op 6 september 2010.

## Rolverdeling
|  | Vaste rol       |
|  | Bijrol          |
|  | Geen aflevering |

| Personage              | Seizoen             | Seizoen             | Seizoen             | Seizoen             |
| Personage              | Seizoen een (2007)  | Seizoen twee (2008) | Seizoen drie (2009) | Seizoen vier (2010) |
| Hoofdpersonages        | Hoofdpersonages     | Hoofdpersonages     | Hoofdpersonages     | Hoofdpersonages     |
| ---------------------- | ------------------- | ------------------- | ------------------- | ------------------- |
| Elin Dekkers           | Hanna Verboom       | Hanna Verboom       | Hanna Verboom       | Hanna Verboom       |
| Dr. Han Verstraeten    | Thom Hoffman        | Thom Hoffman        | Thom Hoffman        | Thom Hoffman        |
| Marjolein van der Bijl | Sytske van der Ster | Sytske van der Ster | Sytske van der Ster | Sytske van der Ster |
| Dr. Thomas van Loon    | Kasper van Kooten   | Kasper van Kooten   |                     |                     |
| Hugo Biesterveld       | Michiel Huisman     | Michiel Huisman     | Michiel Huisman     |                     |
| Dr. Sabine Lacroix     | Mimi Ferrer         | Mimi Ferrer         | Mimi Ferrer         |                     |
| Mohammed El Amrani     |                     | Nabil Aoulad Ayad   | Nabil Aoulad Ayad   | Nabil Aoulad Ayad   |
| Aaltje van Dongen      |                     | Eva Damen           | Eva Damen           |                     |
| Dr. Rob de Ruiter      |                     |                     | Tibor Lukács        | Tibor Lukács        |
| Anouk Melchior         |                     |                     |                     | Anna Drijver        |
| Steef Wildevuur        |                     |                     |                     | Tim Murck           |
| Sanne Kamphuis         | Fockeline Ouwerkerk |                     |                     |                     |

| Personage           | Seizoen            | Seizoen             | Seizoen             | Seizoen                  |
| Personage           | Seizoen een (2007) | Seizoen twee (2008) | Seizoen drie (2009) | Seizoen vier (2010)      |
| Bijrollen           | Bijrollen          | Bijrollen           | Bijrollen           | Bijrollen                |
| ------------------- | ------------------ | ------------------- | ------------------- | ------------------------ |
| Andrea Veerman      | Lieke Antonisen    | Lieke Antonisen     |                     |                          |
| Angele Manteau      | Nathalie Meskens   |                     |                     |                          |
| Arthur Godijn       |                    | Johnny de Mol       |                     |                          |
| Dirk de Gaper       |                    |                     | Diederik Ebbinge    | Diederik Ebbinge         |
| Dr. Diederik Kist   |                    | Reinier Bulder      | Reinier Bulder      | Reinier Bulder           |
| Dr. Nina Visser     | Wimie Wilhelm      | Wimie Wilhelm       | Wimie Wilhelm       |                          |
| Dr. Otto Koenders   | Hans Dagelet       | Hans Dagelet        | Hans Dagelet        | Hans Dagelet             |
| Dr. Willemse        | Kees Hulst         | Kees Hulst          |                     |                          |
| Dr. Otto Mertens    |                    |                     |                     | Reinout Bussemaker       |
| Eva                 |                    | Ilse Heus           |                     |                          |
| Fons                |                    |                     |                     | Tony van der Veer        |
| Geertje de Graaf    | Anneke Blok        | Anneke Blok         |                     |                          |
| Jacky               |                    | Eva Marie de Waal   | Eva Marie de Waal   |                          |
| Job de Quaai        | Guy Clemens        |                     |                     |                          |
| Lucas               | Gijs Naber         |                     |                     |                          |
| Maurits Biesterveld |                    | Teun Kuilboer       | Teun Kuilboer       |                          |
| Masai Chief         |                    |                     |                     | John Olngereo Ole Nchoki |
| Richard Nyaumbe     |                    |                     |                     | Peter Wangugi            |
| Rudolf Bouwman      |                    | Han Kerckhoffs      |                     |                          |
| Rukia Invutu        |                    |                     |                     | Mary Kathomi Riungu      |
| Sima                |                    |                     | Shanti Devi         |                          |
| Tara                |                    |                     | Eva Duijvestein     | Eva Duijvestein          |

## Opnames

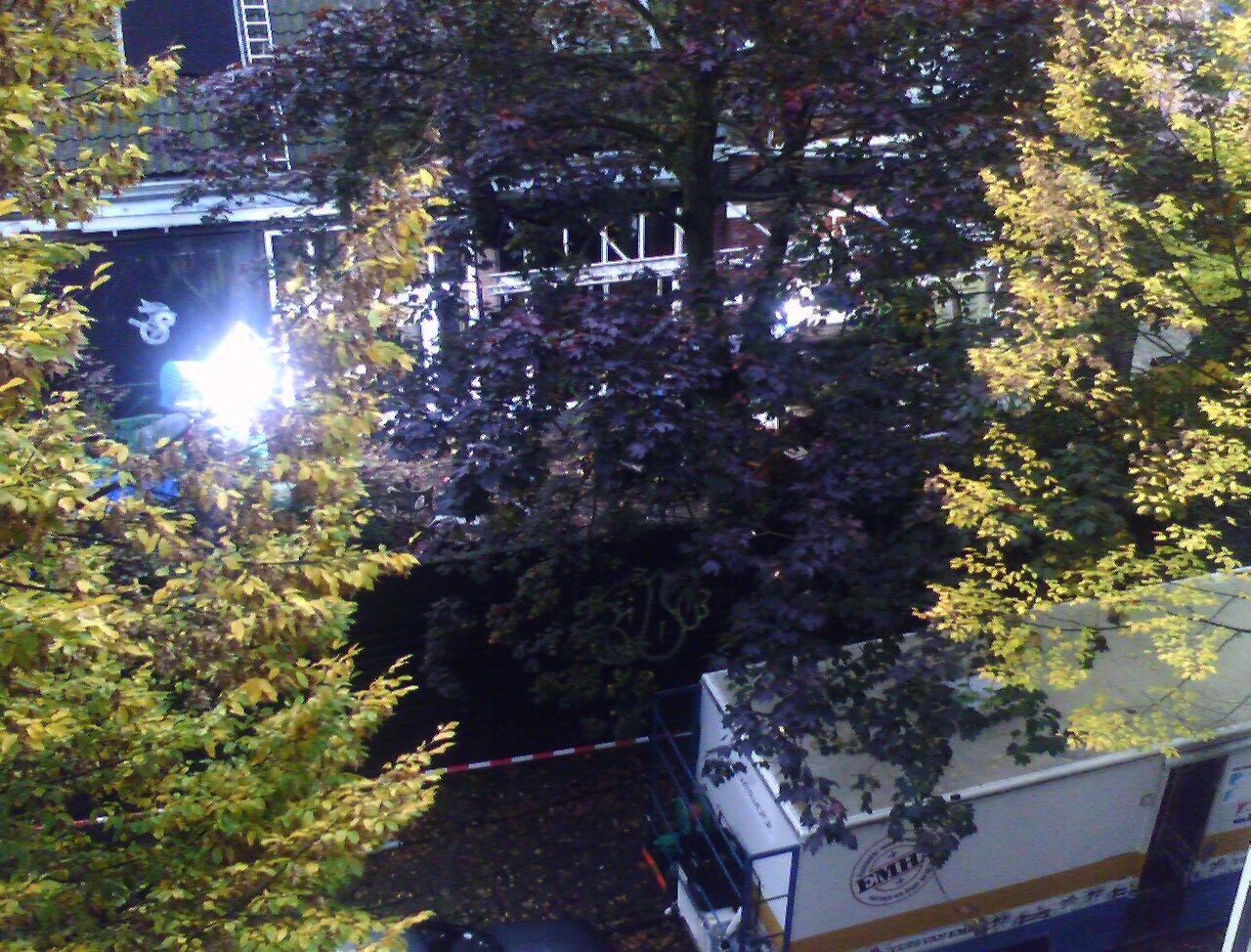
Opnames van De Co-assistent in de Blankenstraat

De Co-assistent is voor een deel opgenomen in de Blankenstraat, Tweede Leeghwaterstraat en de Czaar Peterstraat in Amsterdam. Maar de meeste indoor opnamen werden gemaakt in het voormalig belastingkantoor in het Haarlemse Schalkwijk dat naast het Spaarne Ziekenhuis Locatie Zuid ligt.

## Trivia
- Het ziekenhuis in De co-assistent heet AZA (Academisch Ziekenhuis Amsterdam). De hoofdrolspelers komen altijd aan de oostzijde binnen.